# Silken Laumann
Silken Suzette Laumann (født 14. november 1964 i Mississauga) er en canadisk tidligere roer og olympisk medaljevinder. Hun opnåede høj status i Canada, da hun blot et par måneder efter at være blevet kvæstet voldsomt i det ene ben vandt medalje ved OL 1992.

## Sportskarriere
Silken Laumann ville oprindeligt have været gymnast og beundrede den rumænske stjerne Nadia Comăneci, men hun blev for høj til denne sport og gik derpå i gang med en løbekarriere. Heller ikke denne sport passede rigtig til hendes kropsbygning, så som 17-årig skiftede hun sammen med sin storesøster Danièle til roning, og sammen blev de hurtigt så gode i dobbeltsculler, at de kom til at repræsentere Canada ved internationale konkurrencer. Hun prøvede også kræfter med dobbeltfireren sammen med sin søster, og i denne båd blev hun nummer ti ved VM i 1983 samt vinder ved USA-mesterskabet. Søstrene mødte frem til OL 1984 i Los Angeles som panamerikanske mestre i dobbeltsculler, og efter at være blevet toere i det indledende heat og treere i opsamlingsheatet, var de kvalificeret til A-finalen. I det indledende heat var de blevet besejret af rumænerne Marioara Popescu og Elisabeta Oleniuc, der i finalen var helt suveræne, mens den hollandske båd med søstrene Greet og Nicolette Hellemans kom på andenpladsen, lidt over et halvt sekund inden søstrene Laumann, der dermed vandt bronze.
Efter OL 1984 indstillede Danièle Laumann reelt sin karriere, og Silken Laumann roede herefter både single- og dobbeltsculler, nu med Kay Worthington. Ved OL 1988 i Seoul deltog hun sammen med Worthington i dobbeltsculler-konkurrencen. Parret blev sidst i det indledende heat, mens en tredjeplads i opsamlingsheatet ikke var nok til kvalifikation til A-finalen. Parret vandt i stedet B-finalen og sluttede dermed samlet som nummer syv.
Efter legene i 1988 koncenterede Laumann sig stort set udelukkende om singlesculleren. Hun blev her nummer syv ved VM i 1989 og vandt sølv ved VM i 1990, inden hun kom øverst på podiet ved VM i 1991. Dette år var hun næsten suveræn i singlesculleren og vandt ud over VM også tre World Cup-løb. Hun var derfor en af de helt store favoritter til guldet ved OL 1992 i Barcelona.
Imidlertid blev hun involveret i en ulykke under træningen et par måneder inden OL, da hun kolliderede med en anden båd, og hendes ene ben blev slemt tilredt. Lægerne konstaterede derpå, at hun næppe ville komme til at ro igen. Men efter fem operationer, indædt genoptræning var hun 27 dage senere tilbage i sculleren. Det lykkedes hende at blive klar til OL, men hun var ikke længere favorit. I det indledende heat blev hun toer, men i den tredjebedste tid af alle deltagere, og hun var dermed kvalificeret til semifinalen. Her vandt hun sit heat og satte i den forbindelse olympisk rekord med tiden 7.30,48 minutter, og hun var dermed tilbage blandt favoritterne til finalen. Skønt hun her var endnu hurtigere end i semifinalen, var hendes indsats dog ikke nok til sejren, som gik til rumænske Elisabeta Lipă (tidligere Oleniuc), mens sølvet gik til belgiske Annelies Bredael. Laumann vandt bronze, og en canadisk journalist var så imponeret af hendes indsats, at han udtalte: "Canada vandt fire guld- og én bronzemedalje på Banyoles-søen. Men vær forvisset om, at på denne dag strålede bronzemedaljen i solen i Barcelona lige så klart som guldmedaljerne," mens det i Montreal Gazette hed: "På bare ti uger gjorde hun det største comeback i canadisk sportshistorie og blev dermed et symbol på håb for alle."<rev name=sl /> Hun blev valgt til årets kvindelige atlet i Canada i både 1991 og 1992.
Efter OL 1992 brugte Laumann et år på at få benet i bedre stand, og hun genoptog sin karriere i 1994. I 1995 vandt hun sin anden VM-sølvmedalje, og hun var derpå med til at vinde guld i dobbeltfireren ved de panamerikanske lege, en medalje, der dog senere blev frataget canadierne, da Laumann blev testet positiv for stoffet pseudoefedrin. Der var tilsyneladende tale om en misforståelse hos lægestaben, og hun undgik karantæne fra det internationale roforbund. Hun var derfor tilbage i singlesculleren til OL 1996 i Atlanta, hvor hun igen stillede op i singlesculler. I sit indledende heat blev hun nummer to (efter danske Trine Hansen), så hun måtte i opsamlingsheat, som hun vandt klart. Hun vandt sit semifinaleheat klart og var derfor klar til A-finalen. Her dominerede hviderussiske Jekaterina Khodotovitj fra start, og hun kom i mål næsten tre sekunder foran Laumann, der dermed genvandt sin sølvmedalje fra legene fire år forinden; yderligere to sekunder senere kom Trine Hansen ind til bronzemedaljen.

## Privatliv og tiden efter sportskarrieren
Silken Laumann var gift med roeren John Wallace i perioden 1993–2002. Sammen fik de to børn.
Tre år efter OL 1996 indstillede Laumann officielt sin aktive karriere. Hun blev optaget i Canada Sports Hall of Fame i 1998 og har modtaget en række andre hædersbevisninger for sin karriere. Hun har siden koncentreret sig om sine to børn, afholdelse af foredrag om motivation samt en række velgørende aktiviteter. I 2014 udgav hun selvbiografien Unsinkable.

## OL-medaljer
- 1984:  Bronze i dobbeltsculler (sammen med Danièle Laumann)
- 1992:  Bronze i singlesculler
- 1996:  Sølv i singlesculler